# Batalla del Mont Grappa
La batalla del Mont Grappa o Batalla del Piave (15-23 de juny de 1918), també coneguda a Itàlia com Battaglia del Solstizio, Battaglia di Mezzo Giugno, o Seconda Battaglia del Piave (prenen com referència la batalla de Caporetto com la primera), va ser una victòria decisiva de l'exèrcit italià durant la Primera Guerra Mundial.

## Rerefons
Amb la sortida de Rússia de la guerra el 1917, l'Imperi Austrohongarès va poder permetre's destinar forces significatives al capdavant italià i rebre reforços dels seus aliats alemanys. L'emperador austrohongarès, Carles I, havia arribat a un acord amb Alemanya per emprendre una nova ofensiva contra Itàlia, un moviment que tant el cap de l'Estat Major, Arz von Straussenberg, com el comandant de l'Exèrcit del Sud del Tirol, Franz Conrad von Hötzendorf, recolzaven. A la tardor de 1917, a la Batalla de Caporetto, alemanys i austríacs havien derrotat els italians, que es van retirar cap al riu Piave.

## Preliminars
La derrota d'Itàlia a Caporetto va portar a l'acomiadament del general Luigi Cadorna. El general Armando Diaz, que el va substituir com a cap de l'Estat Major italià, va organitzar una forta línia de defensa al llarg del riu Piave. Fins aquest moment, en aquest front, l'exèrcit italià havia lluitat sol contra els Imperis Centrals; amb el fracàs a Caporetto, França i Gran Bretanya van enviar reforços. Aquests, que en representaven menys de la dècima part de les tropes italianes, van ser redestinats al capdavant occidental res més començar l'Ofensiva de primavera el 21 de març de 1918.
L'exèrcit austrohongarès també havia sofert recentment un canvi de comandament, i el nou cap de l'Estat Major, Arthur Arz von Straussenburg, desitjava acabar amb els italians. Tots dos comandants de la divisió, Franz Graf Conrad von Hötzendorf (l'anterior cap de l'Estat Major) i Svetozar Boroević von Bojna, volien també un atac definitiu contra els italians, però no es posaven d'acord sobre el lloc on havia de portar-se a terme. Conrad volia atacar des del sud dels Alps tirolesos cap a l'altiplà d'Asiago i Vicenza. Boroević preferia al començament una acció defensiva, però després va voler realitzar un atac frontal al llarg del riu Piave.
Els austríacs, a diferència dels seus anteriors èxits a Caporetto i dels posteriors intents de trencar el front del Mont Grappa, no el van preparar com un atac de precisió, sinó com un cop frontal, emprant tota la força residual del seu exèrcit al front. Les formacions austrohongareses havien estat entrenades per emprar les tàctiques desenvolupades pels alemanys en el Front occidental a l'Ofensiva de la primavera, perquè els oficials austríacs, de tornada del Front oriental, havien entrenat al costat dels seus homòlegs alemanys. També hi va haver innovacions a l'altre bàndol: analitzant la derrota de Caporetto, l'Estat Major d'Armando Díaz va concloure que la principal causa d'aquesta havia estat la falta de mobilitat de les unitats italianes, atrapades en un sistema de defensa massa rígid; el comandament massa centralitzat i la nul·la profunditat de les defenses, on massa soldats es destorbaven els uns als altres al front de batalla.
Els nous plans per a la batalla van eliminar l'atrinxerament continu i van idear un sistema de defensa amb alta mobilitat, en el qual fins i tot les unitats més petites tenien permès el lliure moviment per identificar punts forts, independents per decidir si contraatacar o retirar-se, o directament requerir el suport de l'artilleria. A més a més, en una reserva central es van organitzar 13 divisions equipades amb 6000 camions, preparades per ser enviades a on fos necessari.

## Batalla

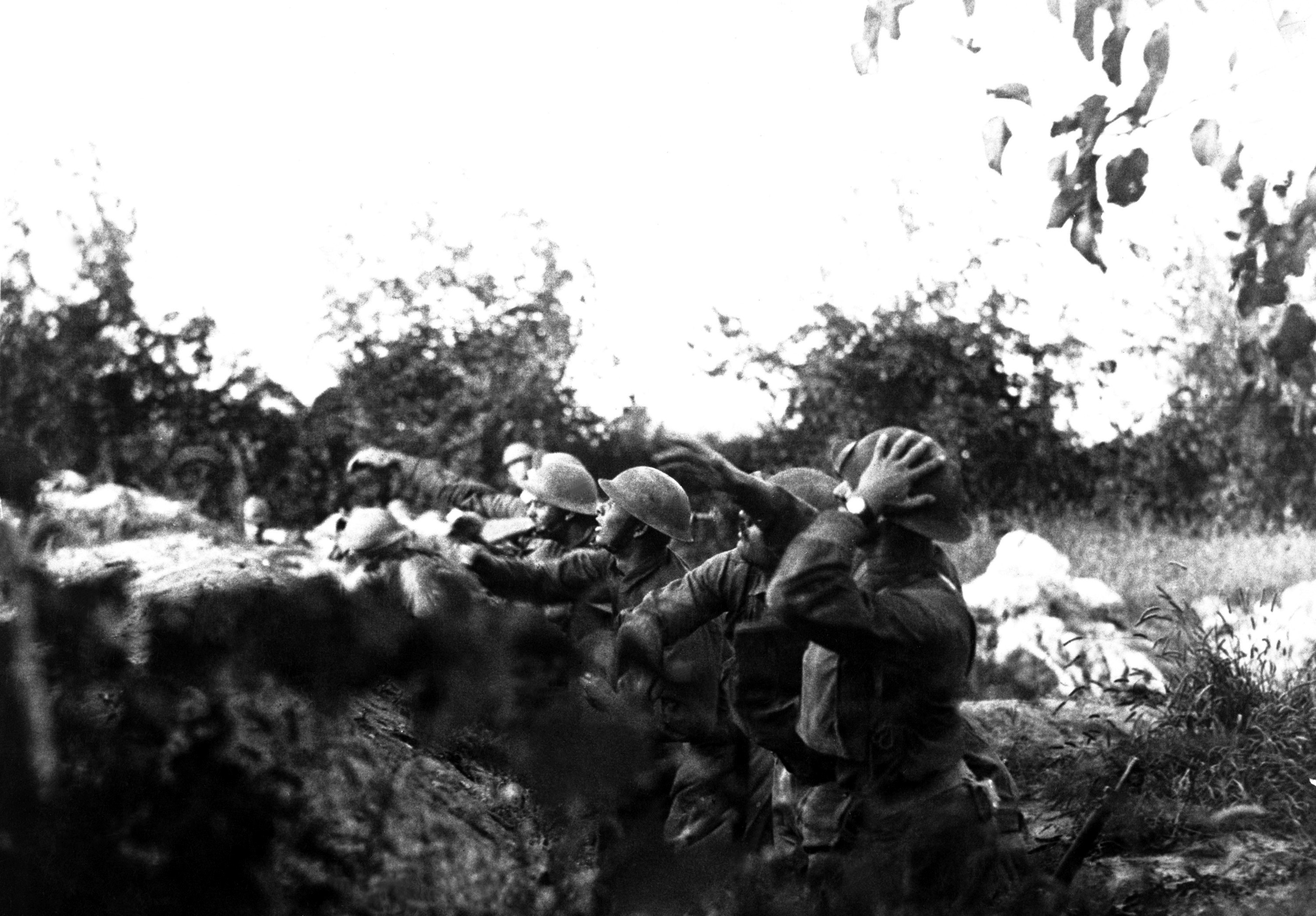
Soldats estatunidencs en les trinxeres

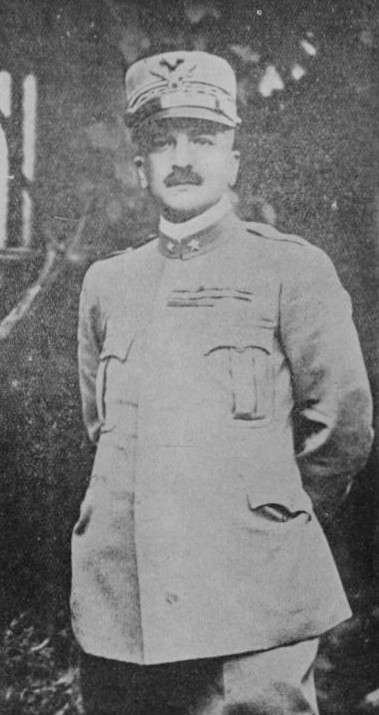
El general italià Armando Diaz

El general Diaz se'n va assabentar de l'hora exacta de l'atac austríac: les 3:00 am del 15 de juny. Per això, a les 2:30h, l'artilleria italiana va obrir foc sobre tot el front ple de gom a gom de trinxeres enemigues, infringint gran quantitat de baixes. En alguns sectors la barrera d'artilleria va frenar o va retardar l'atac, i els austríacs es van retirar a les seves posicions defensives creient que haurien d'afrontar un atac inesperat, però la major part del front va continuar rebent la descàrrega.Boroević va llançar el primer atac, cap al sud al llarg de la Costa Adriàtica, i cap a la meitat del riu Piave. Els austríacs van creuar el Piave i van guanyar un terreny de 24 km d'amplada i 8 de profunditat fent front a una gran resistència.
Finalment, Boroević va ser frenat i obligat a retrocedir. Als següents dies, Boroević va renovar l'atac però la barrera d'artilleria va destruir la major part dels ponts del riu, i les formacions austríaques, que l'ho havien creuat, no podien rebre reforços ni subministraments. Per empitjorar les coses, el Piave es va desbordar aïllant un gran nombre d'unitats a la riba oest del riu, el que els feia un objectiu fàcil per al foc italià. Uns 20.000 soldats austríacs es van ofegar mentre intentaven arribar a la vora est.
El 19 de juny Díaz va contraatacar i va arribar a les tropes de Boroević en un flanc, causant abundants baixes. Mentrestant, Conrad va atacar les línies italianes a l'oest de Boroević, a l'altiplà d'Asiago, amb l'objectiu de capturar Vicenza. Les seves forces van guanyar una mica de terreny, però no van poder fer enfront de les unitats francobritàniques; cosa que va suposar 40.000 baixes més per al bàndol austríac. Més tard, Boroević seria particularment crític amb la conducta de Conrad que, després del complet fracàs del primer atac, va preferir continuar combatent amb les forces minvades abans que demanar reforços. Davant la falta de subministraments i els atacs frontals de les unitats blindades, l'emperador Carles, que havia pres personalment el comandament, va ordenar la retirada a les tropes austro-hongareses el 20 de juny. Per al 23 de juny els Aliats havien reconquistat tot el territori al sud del Piave i la batalla havia finalitzat.

## Repercussions
Després de la retirada austríaca, Armando Diaz va ser pressionat pels Aliats, particularment pel general Ferdinand Foch, per atacar i trencar les defenses d'Àustria, obtenint una victòria decisiva sobre l'imperi, però l'italià va reconèixer que la mateixa tàctica que havia estat ser tan efectiva en la defensa, evitant una ofensiva immediata, seria incapaç d'ésser efectiva en un atac decisiu, perquè les formacions italianes estaven disperses, mesclades i mal coordinades. El que és més, tan bon punt l'exèrcit italià va travessar el riu, van haver d'afrontar els mateixos problemes logístics que els austríacs. Per aquestes raons, als dies següents, només es van portar a terme accions limitades per obtenir millors posicions amb vista a l'atac definitiu.
La Batalla del Piave o del Mont Grappa va ser l'última gran ofensiva militar de l'Imperi Austrohongarès. Malgrat haver pres més de cinquanta mil presoners de la Triple Entesa, les pèrdues entre els austrohongaresos van ser molt altes. Un clar fracàs, l'operació va destruir la moral i la cohesió de l'exèrcit, i va tenir repercussions polítiques per a la continuïtat a la guerra d'Àustria-Hongria. La batalla va assenyalar el final del seu exèrcit com a força bel·ligerant i va començar l'enfonsament de l'imperi, que va acabar de consumir-se a la batalla de Vittorio Vèneto, quatre mesos més tard.